# 1. Division 1920/1921
Dvacátý první ročník 1. Division (1. belgické fotbalové ligy) se konal od 19. září 1920 do 20. března 1921.
Soutěže se zúčastnilo opět 12 klubů v jedné skupině. Sezonu vyhrál potřetí v klubové historii Daring Brusel. Nejlepším střelcem se stal hráč Beerschot VAC Ivan Thys, který vstřelil 23 branek.